# San Gregorio de Nigua
San Gregorio de Nigua é um município da República Dominicana pertencente à província de San Cristóbal.
Sua população estimada em 2012 era de 40 589 habitantes.